# ديفيد دونكان
ديفيد دونكان هو متزحلق حر وكاتب سيناريو كندي، ولد في 15 يوليو 1982 في لندن في كندا.

## وصلات خارجية
- الموقع الرسمي
- ديفيد دونكان على موقع الاتحاد الدولي للتزلج (التزلج على المنحدرات الثلجية) (الإنجليزية)
- ديفيد دونكان على موقع الاتحاد الدولي للتزلج (التزلج الحر) (الإنجليزية)
- ديفيد دونكان على موقع اللجنة الأولمبية الدولية (الإنجليزية)
- ديفيد دونكان على موقع أوليمبيديا (الإنجليزية)
- ديفيد دونكان على موقع اللجنة الأولمبية الكندية (الإنجليزية)